# Statut des crèches de Noël dans l'espace public en France
Le statut des crèches de Noël dans l'espace public en France suscite des polémiques et diverses décisions de justice contradictoires dans les années 2010 opposant une lecture littérale des règles nationales relatives à la laïcité et les traditions locales au sujet de l'installation de crèches de Noël par la puissance publique. Le flou amène le Conseil d'État à se prononcer sur le fond en novembre 2016 en posant un principe d'interdiction et ses exceptions possibles.

## Chronologie

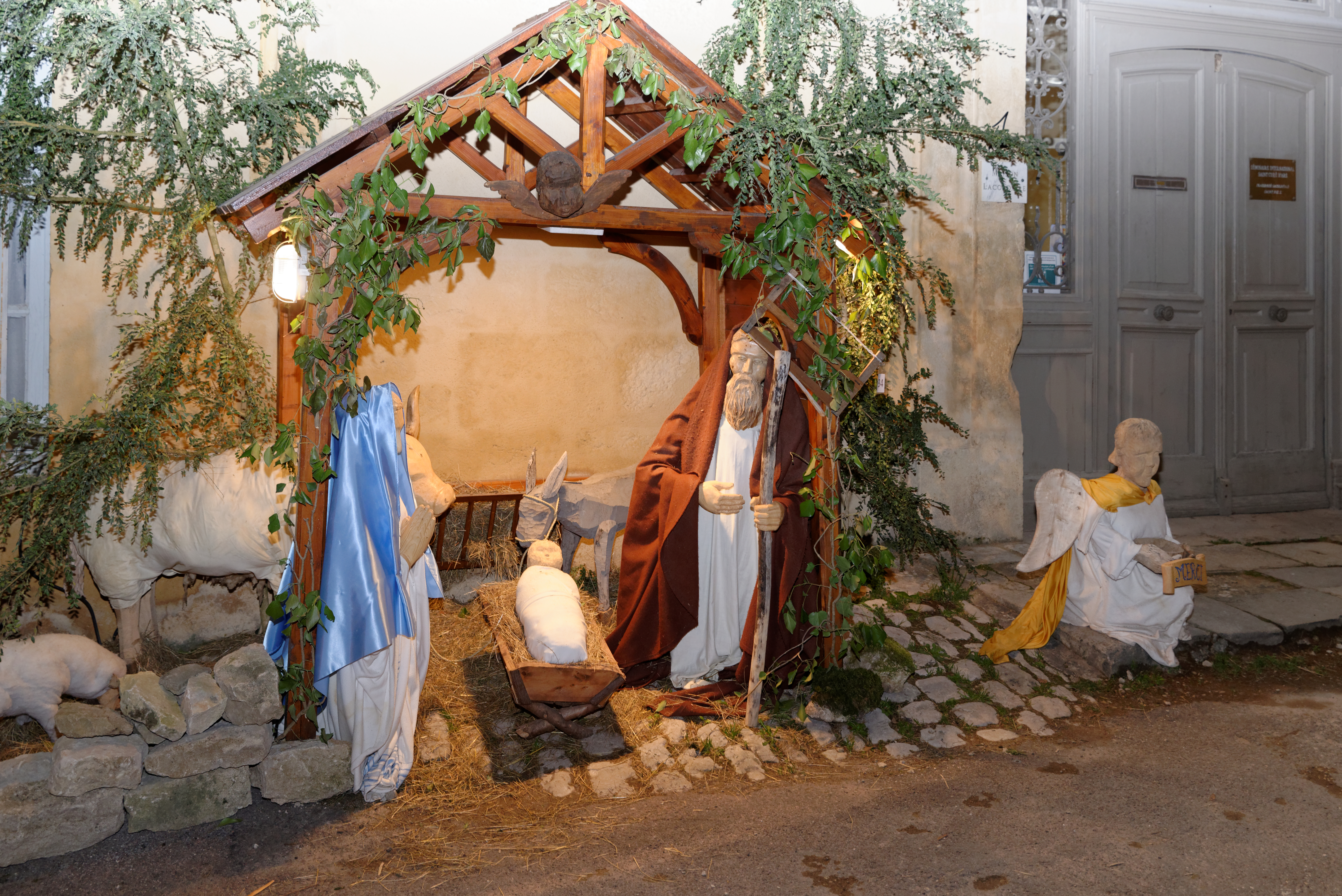
Crèche à Flavigny-sur-Ozerain.

Le litige a trait à la question de savoir si une crèche de la Nativité, qui est une mise en scène de la naissance de Jésus telle que la relatent les Évangiles, est en soi un signe ou un emblème religieux ou un signe culturel, et donc de la licéité de sa mise en place par des personnes morales de droit public et dans des espaces publics. La multiplication des litiges s'explique à la fois par un refus accru de la présence de tout signe religieux chrétien dans l'espace public, par les libres-penseurs et par les autres religions, mais aussi par la multiplication de ces crèches par des personnes voulant rappeler le passé chrétien de la France. Pour Nadine Cretin, historienne à l'EHESS, la tradition de la crèche est plus culturelle que religieuse car elle est pratiquée au-delà des familles chrétiennes. « C'est indéniablement une scène chrétienne puisqu'elle représente la naissance du Christ. Mais il est certain qu'elle a depuis longtemps dépassé la sphère religieuse. Il s'agit d'une tradition, d'un rite de la fin de l'année pour beaucoup de familles, chrétiennes ou non. ». Jusqu'aux années 2000, la mairie de Paris, par exemple, présentait une crèche sur la place de l'Hôtel-de-Ville.
Avant 2010, la question des crèches dans des lieux publics n'avait jamais été soulevée devant un tribunal français. Alors qu'aux États-Unis, par exemple, ce cas a été traité par la Cour suprême en 1984 puis de nouveau en 1998. En décembre 2010, pour la première fois, le tribunal administratif d'Amiens annule la délibération du conseil municipal de Montiers prévoyant d'installer une crèche sur la place du village. En 2011, des polémiques surgissent en région parisienne. En 2013, la crèche de la gare SNCF de Villefranche-de-Rouergue est masquée,.
La polémique s'amplifie en décembre 2014 avec la controverse née de l'initiative du conseil général de Vendée contestée par la Fédération nationale de la libre-pensée d'installer une crèche à l'hôtel de département,. En décembre 2014, le préfet de l'Hérault demande à Robert Ménard, maire d'extrême droite de Béziers, de retirer la crèche de sa mairie car elle contreviendrait « aux dispositions constitutionnelles et législatives garantissant le principe de laïcité ». Pour protester contre ces interdictions, plusieurs maires Front national décident d'installer des crèches dans leur mairie comme à Cogolin et Beaucaire alors que la municipalité PS de Metz installe la sienne comme à l'accoutumée. En décembre 2014, le tribunal administratif de Montpellier rejette la demande d'enlèvement d'une crèche dans la mairie de Béziers,. Une décision identique est rendue à Melun. D'autres polémiques ont eu lieu à Castres et à Saverne. Selon un sondage Ifop de décembre 2014, « 71 % des Français sont « plutôt favorables » à la présence de crèches de Noël dans les administrations et les bâtiments publics ». Charlie Hebdo consacre sa une du 10 décembre 2014 à une caricature sur le sujet.
Parmi les trois décisions contradictoires des tribunaux administratifs, aucune ne peut faire jurisprudence. Seule une décision du Conseil d'État, instance la plus élevée dans l'ordre administratif, peut s'imposer à toutes les juridictions, ce qui aura lien en novembre 2016. Les tribunaux s'opposent car leur refus de la crèche est basé sur l'article 28 de la loi de 1905 qui interdit de disposer des symboles religieux dans les lieux publics et leur compréhension de l'article 4 de cette même loi, dans laquelle l'État laisse aux Églises le soin de définir « leurs règles générales d'organisation ». Des personnalités pointent le risque d'extension de la visibilité dans l'espace public à d'autres religions,. Ainsi, depuis quelques années, des chandeliers à neuf branches de la fête juive de Hanoucca sont aussi installés dans la mairie de Béziers, dans le centre-ville de Créteil ou place de la Bastille et au Champ de Mars à Paris,.
En 2014, des représentants des religions minoritaires, comme Raphaël Draï, suggèrent, qu'au nom de l'égalité de tous en France, il serait juste, soit d'interdire toute manifestation de tradition catholique dans l'espace public, soit d'autoriser les manifestations des traditions de toutes les autres religions. Le théologien Jean-François Colosimo lui rétorque que « si l'égalité des individus est garantie en France, il n'y a pas, en revanche, égalité des religions dans l'histoire de France. La religion catholique est largement dominante dans cette histoire et cela transparaît naturellement dans les traditions visibles aujourd'hui dans l'espace public. La loi de 1905, suivie des 2 000 pages de jurisprudence qui en ont découlé, est une loi d'équilibre, que certains ont appelée de « catho-laïcité » ». Il a été assez précisément défini ce qui était permis ou non. Ce qui n'était pas le sujet à l'époque n'a pas été traité. Ainsi, par exemple, d'après Cynthia Fleury, la sonnerie des cloches des églises est autorisée, l'appel du muezzin musulman n'a pas été traité. Cette loi a donc cristallisé la situation de 1905. Autoriser les traditions des nouvelles religions en France, en supprimer des chrétiennes, revient à rouvrir le débat sur la modification de la loi de 1905, ce qu'aucun responsable politique ne souhaite.
En novembre 2015, l'association des maires de France (AMF), interpelle « le ministre en charge de l'Intérieur sur l'hétérogénéité actuelle des jurisprudences, en particulier concernant l'installation des crèches de Noël en mairie ou dans des bâtiments publics, qui nuit à la compréhension de la règle par les élus et par les citoyens. Une clarification législative lui semble en effet souhaitable »,.
Cette volonté de limitation d'une pratique autant culturelle que religieuse et quelques jours après les attentats de novembre 2015 provoque une vive polémique,. L'instance gouvernementale l'Observatoire de la laïcité qui assiste le gouvernement dans l'application des principes de laïcité a temporisé en déclarant « Si un particularisme local fait que la crèche peut prendre place dans une manifestation traditionnelle, folklorique et temporaire, alors elle pourra être installée ». Le même observatoire a rappelé que la loi de 1905 « laisse une large marge d'appréciation dans la qualification ou non d'emblème religieux de ces représentations figuratives », une crèche « présentée dans un cadre culturel pour une courte durée » pouvant être considérée comme une « exposition » (exception prévue et autorisée dans l'article 28 de la loi de 1905).
Le 6 octobre 2017, le tribunal administratif de Lyon déclare qu'il annule la décision de Laurent Wauquiez, président du conseil régional d'Auvergne-Rhône-Alpes, d'installer une crèche de Noël dans les locaux de l'hôtel de région en décembre 2016, estimant que l'installation de cette crèche « méconnaissait le principe de neutralité ». Wauquiez crée la polémique en contournant cette interdiction par sa décision d'exposer des santons dans le hall de ses locaux en décembre 2017.

## Décision du Conseil d'État
Saisi sur les situations relatives opposant la Fédération départementale des libres penseurs de Seine-et-Marne à la commune de Melun et à la Fédération de la libre pensée de Vendée au département de la Vendée pour lesquelles les tribunaux administratifs avaient rendu des jugements contradictoires, le Conseil d'État rend sa décision le 9 novembre 2016 sur la base de l'article 28 de la loi de 1905, qui met en œuvre le « principe de neutralité, interdit l'installation, par des personnes publiques, de signes ou emblèmes qui manifestent la reconnaissance d'un culte ou marquent une préférence religieuse ».
Le Conseil d'État casse l'arrêt de la cour administrative d'appel de Paris, qui avait jugé que le principe de neutralité interdisait toute installation de crèche de Noël, mais relevant que la crèche est installée dans l'enceinte d'un bâtiment public, siège de services publics, que cette installation ne résultait d'aucun usage local, qu'aucun élément ne marque l'installation de la crèche dans un environnement artistique, culturel ou festif. Il en déduit que la décision de procéder à une telle installation, en ce lieu et dans ces conditions, méconnaît les exigences découlant du principe de neutralité des personnes publiques. Il procède donc à l'annulation de cette installation. Le Conseil d'État casse également l'arrêt de la cour administrative d'appel de Nantes, qui n'avait pas examiné si l'installation de la crèche en cause devant elle résultait d'un usage local ou si des circonstances particulières permettaient de lui reconnaître un caractère culturel, artistique ou festif. Il lui renvoie ensuite l'affaire, afin qu'elle se prononce sur la base des critères dégagés par sa décision. Sur la base de l'article 28 qui dispose qu'« il est interdit, à l'avenir, d'élever ou d'apposer aucun signe ou emblème religieux sur les monuments publics ou en quelque emplacement public que ce soit, à l'exception des édifices servant au culte, des terrains de sépulture dans les cimetières, des monuments funéraires ainsi que des musées ou expositions », le Conseil d'État pose donc le principe de l'interdiction de l'installation de signes ou emblèmes religieux par une personne publique.
Toutefois, il attribue aux crèches « une pluralité de significations » pouvant justifier des exceptions limitées : scènes chrétiennes de la Nativité mais aussi « éléments de décoration profanes ». Sous réserve de certaines conditions, l'installation d'une crèche par une personne publique peut être licite : celle-ci doit avoir un caractère temporaire, pendant les fêtes de fin d'année ; elle doit présenter « un caractère culturel, artistique ou festif » et ne pas exprimer « la reconnaissance d'un culte ou une préférence religieuse », a fortiori éviter tout prosélytisme religieux. Elle doit également correspondre à « des usages locaux ». Concernant la localisation, le juge administratif rend la justification plus exigeante pour les « bâtiments publics », sièges d'une collectivité publique ou d'un service public, que dans les « autres emplacements publics ». Dans les premiers, l'autorisation n'est possible que si son « caractère culturel, artistique ou festif » est établi, alors que pour des lieux tels que parvis de mairie, accès aux bâtiments publics, marchés de Noël, l'installation de crèches peut être tolérée pendant les fêtes de fin d'année. Les conditions de licéité posées par le Conseil d'État étant susceptibles d'interprétation diverses, il est probable que la Justice soit saisie de contentieux ultérieurs.